# ホセ・マルティネス (外野手)
ホセ・アルベルト・マルティネス（José Alberto Martínez, 1988年7月25日 - ）は、ベネズエララ・グアイラ州ラ・グアイラ出身のプロ野球選手（外野手、一塁手）。右投右打。リーガ・メヒカーナ・デ・ベイスボルのユカタン・ライオンズ所属。愛称はカフェ。
元メジャーリーガーのカルロス・マルティネスを父に持つ（ホセのセントルイス・カージナルス時代の同僚でドミニカ共和国出身の投手であるカルロス・マルティネスとの血縁関係は無い）。

## 経歴

### プロ入りとホワイトソックス傘下時代
2006年にボルチモア・オリオールズと契約してプロ入りも、同年中にシカゴ・ホワイトソックスへ移籍。この年はルーキー級ベネズエラン・サマーリーグの両球団の傘下でプレーし、2球団合計で54試合に出場して打率.278、4本塁打、30打点、5盗塁を記録した。
2007年にアメリカ本土に渡り、アパラチアンリーグのルーキー級ブリストル・ホワイトソックスでプレー。65試合に出場して打率.282、7本塁打、37打点、12盗塁を記録した。
2008年はA級カナポリス・インティミデイターズでプレーし、39試合に出場して打率.306、2本塁打、18打点、7盗塁を記録した。
2009年はプレーしなかった。
2010年はルーキー級ブリストルとA+級ウィンストン・セイラム・ダッシュでプレーし、2球団合計で67試合に出場して打率.256、6本塁打、29打点・5盗塁を記録した。
2011年はA+級ウィンストン・セイラムとAA級バーミングハム・バロンズでプレーし、2球団合計で133試合に出場して打率.307、6本塁打、45打点、7盗塁を記録した。
2012年はAA級バーミングハムでプレーし、112試合に出場して打率.248、5本塁打、42打点、6盗塁を記録した。オフの11月2日にFAとなった。

### ブレーブス傘下時代
2013年シーズン前にアトランタ・ブレーブスとマイナー契約を結んだ。この年は傘下のAA級ミシシッピ・ブレーブスでプレーし、123試合に出場して打率.285、6本塁打、39打点、6盗塁を記録した。オフの11月4日にFAとなった。

### 独立リーグ時代
2014年は6月まで独立リーグであるフロンティアリーグのロックフォード・アビエイターズでプレーし、28試合に出場して打率.337、3本塁打、14打点、6盗塁を記録した。

### ブレーブス傘下復帰
2014年6月20日にブレーブスとマイナー契約を結んだ。A+級リンチバーグ・ヒルキャッツでプレーし、66試合に出場して打率.319、4本塁打、34打点、5盗塁を記録した。

### ロイヤルズ傘下時代

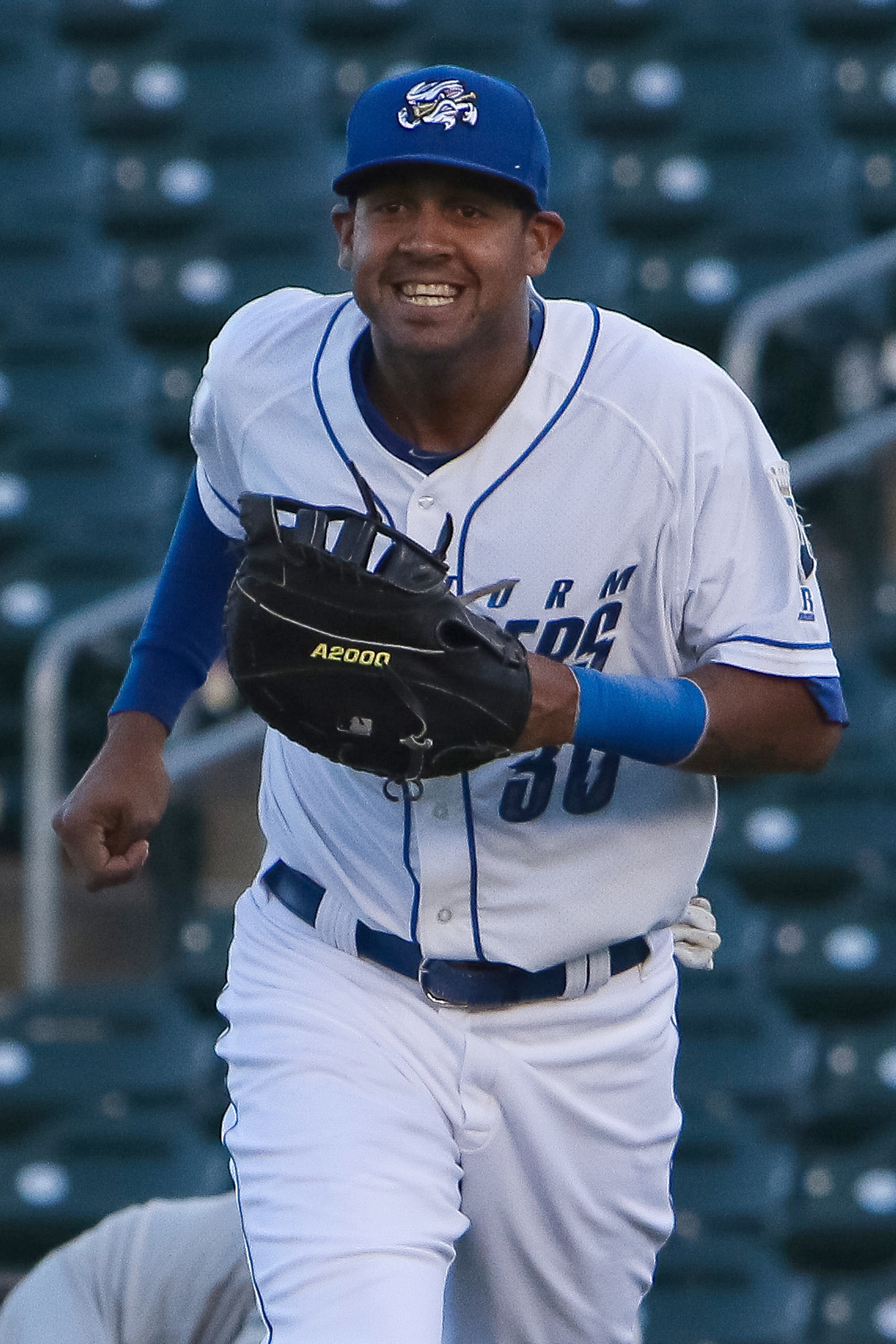
AAA級オマハ・ストームチェイサーズ時代
（2016年5月10日）

2015年1月28日にカンザスシティ・ロイヤルズとマイナー契約を結んだ。この年は傘下のルーキー級アリゾナリーグ・ロイヤルズとAAA級オマハ・ストームチェイサーズでプレー。2球団合計で102試合に出場して打率.382、10本塁打、62打点、8盗塁の成績を残し、AAA級オマハでの打率.384はパシフィックコーストリーグのこれまでの最高打率を更新する形となったが、その2厘上にダニー・ドーンがいたため首位打者は逃した。オフの11月6日に40人枠入りした。
2016年も開幕からAAA級オマハでプレーしていたが、5月18日にDFAとなった。

### カージナルス時代
2016年5月25日に金銭トレードで、セントルイス・カージナルスへ移籍した。移籍後は傘下のAAA級メンフィス・レッドバーズでプレーし、87試合に出場して打率.269、8本塁打、47打点、9盗塁を記録した。また、移籍前を含む2球団合計では124試合に出場して打率.278、11本塁打、60打点、11盗塁を記録した。ロースター拡大後の9月6日にメジャー初昇格を果たし、同日のピッツバーグ・パイレーツ戦でメジャーデビュー 、9月8日のミルウォーキー・ブルワーズ戦ではメジャー初安打と初打点を記録した。この年メジャーでは12試合に出場して打率.438、1打点を記録した。
2017年はスプリングトレーニング中のプレシーズン・ゲームで、ともにチーム最多の19安打、15打点の好調さを買われ、初めて開幕25人枠入りした。4月25日のトロント・ブルージェイズ戦ではメジャー初本塁打を放った。6月13日のブルワーズ戦では1試合2本塁打を放つ活躍を見せ、チームも6 - 0で勝利した。この年は106試合に出場して打率.309、14本塁打、46打点、4盗塁を記録した。

### レイズ時代
2020年1月9日にマシュー・リベラトーレとドラフト下位指名権とのトレードで、ランディ・アロサレーナとドラフト上位指名権と共にタンパベイ・レイズへ移籍した。

### カブス時代
2020年8月30日に後日発表選手とのトレードで、シカゴ・カブスへ移籍した。
オフの12月2日にノンテンダーFAとなった。

### メッツ傘下時代
2021年1月14日にニューヨーク・メッツと100万ドルの単年契約を結んだ。オプションとして最大50万ドルの出来高が含まれる。3月のスプリングトレーニング中に半月板を損傷し、8月にマイナーで復帰したがメジャーに昇格することはなく、10月29日にFAとなった。

### メキシカンリーグ時代
2022年4月21日にリーガ・メヒカーナ・デ・ベイスボルのモンクローバ・スティーラーズと契約したが、最初の出場となった試合で手を骨折。5月に退団した。6月14日にリーガ・メヒカーナ・デ・ベイスボルのユカタン・ライオンズと契約した。

## 詳細情報

### 年度別打撃成績
| 年 度    | 球 団    | 試 合 | 打 席 | 打 数 | 得 点 | 安 打 | 二 塁 打 | 三 塁 打 | 本 塁 打 | 塁 打 | 打 点 | 盗 塁 | 盗 塁 死 | 犠 打 | 犠 飛 | 四 球 | 敬 遠 | 死 球 | 三 振 | 併 殺 打 | 打 率 | 出 塁 率 | 長 打 率 | O P S |
| -------- | -------- | ----- | ----- | ----- | ----- | ----- | -------- | -------- | -------- | ----- | ----- | ----- | -------- | ----- | ----- | ----- | ----- | ----- | ----- | -------- | ----- | -------- | -------- | ----- |
| 2016     | STL      | 12    | 18    | 16    | 4     | 7     | 1        | 0        | 0        | 8     | 1     | 0     | 0        | 0     | 0     | 2     | 0     | 0     | 1     | 0        | .438  | .500     | .500     | 1.000 |
| 2017     | STL      | 106   | 307   | 272   | 47    | 84    | 13       | 1        | 14       | 141   | 46    | 4     | 0        | 1     | 2     | 32    | 2     | 0     | 60    | 9        | .309  | .379     | .518     | .897  |
| 2018     | STL      | 152   | 590   | 534   | 64    | 163   | 30       | 0        | 17       | 244   | 83    | 0     | 3        | 2     | 3     | 49    | 0     | 2     | 104   | 15       | .305  | .364     | .457     | .821  |
| 2019     | STL      | 128   | 373   | 334   | 45    | 90    | 13       | 2        | 10       | 137   | 42    | 3     | 0        | 0     | 2     | 35    | 0     | 2     | 82    | 14       | .269  | .340     | .410     | .751  |
| 2020     | TB       | 24    | 76    | 67    | 10    | 16    | 4        | 0        | 2        | 26    | 10    | 0     | 0        | 0     | 0     | 9     | 1     | 0     | 20    | 5        | .239  | .329     | .388     | .717  |
| 2020     | CHC      | 10    | 22    | 21    | 0     | 0     | 0        | 0        | 0        | 0     | 0     | 0     | 0        | 0     | 0     | 1     | 0     | 0     | 7     | 1        | .000  | .045     | .000     | .045  |
| '20計    | CHC      | 34    | 98    | 88    | 10    | 16    | 4        | 0        | 2        | 26    | 10    | 0     | 0        | 0     | 0     | 10    | 1     | 0     | 27    | 6        | .182  | .265     | .295     | .561  |
| MLB：5年 | MLB：5年 | 432   | 1386  | 1244  | 170   | 360   | 61       | 3        | 43       | 556   | 182   | 7     | 3        | 3     | 7     | 128   | 3     | 4     | 274   | 44       | .289  | .356     | .447     | .803  |

- 2020年度シーズン終了時

### 年度別守備成績
一塁守備
| 年 度 | 球 団 | 一塁（1B） | 一塁（1B） | 一塁（1B） | 一塁（1B） | 一塁（1B） | 一塁（1B） |
| 年 度 | 球 団 | 試 合      | 刺 殺      | 補 殺      | 失 策      | 併 殺      | 守 備 率   |
| ----- | ----- | ---------- | ---------- | ---------- | ---------- | ---------- | ---------- |
| 2016  | STL   | 1          | 4          | 0          | 0          | 0          | 1.000      |
| 2017  | STL   | 33         | 232        | 16         | 2          | 28         | .992       |
| 2018  | STL   | 84         | 608        | 31         | 7          | 57         | .989       |
| 2020  | TB    | 6          | 31         | 2          | 0          | 2          | 1.000      |
| MLB   | MLB   | 124        | 875        | 49         | 9          | 87         | .990       |

外野守備
| 年 度 | 球 団 | 左翼（LF） | 左翼（LF） | 左翼（LF） | 左翼（LF） | 左翼（LF） | 左翼（LF） | 右翼（RF） | 右翼（RF） | 右翼（RF） | 右翼（RF） | 右翼（RF） | 右翼（RF） |
| 年 度 | 球 団 | 試 合      | 刺 殺      | 補 殺      | 失 策      | 併 殺      | 守 備 率   | 試 合      | 刺 殺      | 補 殺      | 失 策      | 併 殺      | 守 備 率   |
| ----- | ----- | ---------- | ---------- | ---------- | ---------- | ---------- | ---------- | ---------- | ---------- | ---------- | ---------- | ---------- | ---------- |
| 2016  | STL   | 4          | 2          | 0          | 0          | 0          | 1.000      | -          | -          | -          | -          | -          | -          |
| 2017  | STL   | 24         | 26         | 0          | 1          | 0          | .963       | 17         | 28         | 0          | 0          | 0          | 1.000      |
| 2018  | STL   | -          | -          | -          | -          | -          | -          | 46         | 61         | 3          | 0          | 1          | 1.000      |
| 2019  | STL   | 7          | 9          | 0          | 0          | 0          | 1.000      | 75         | 103        | 3          | 3          | 0          | .972       |
| MLB   | MLB   | 35         | 37         | 0          | 1          | 0          | .974       | 138        | 192        | 6          | 3          | 1          | .985       |

- 2020年度シーズン終了時

### 表彰
- ルーキー・オブ・ザ・マンス：1回（2017年9月）

### 背番号
- 58（2016年 - 2017年）
- 38（2018年 - 2019年）
- 40（2020年 - 同年8月29日）
- 53（2020年9月1日 - 同年終了）